# MTV Video Music Award para Melhor Vídeo de R&B
O MTV Video Music Award para Melhor R&B (em inglês, MTV Video Music Award for Best R&B) foi concedido pela primeira vez em 1993 sob o nome de Melhor Vídeo de R&B, e foi concedido todos os anos até 2006, já que no ano seguinte a MTV renovou o VMAs e retirou todas as categorias de gênero. No entanto, no ano seguinte, quando a MTV retornou o Video Music Awards ao seu formato anterior, o Melhor Vídeo de R&B não retornou. Foi somente em 2019 que o prêmio de R&B retornou ao VMA, agora sob o nome mais curto de Melhor R&B.  
En Vogue, Beyoncé, Destiny's Child (grupo do qual Beyoncé fez parte), Alicia Keys, The Weeknd e SZA são os artistas que mais vezes venceram este prêmio, possuindo cada um deles dois galardões. En Vogue, Destiny's Child, Alicia Keys e SZA venceram em anos consecutivos. Keys também é a artista que mais vezes foi indicada a esta categoria, recebendo sua oitava indicação em 2024. Usher foi o artista masculino mais indicado para o prêmio, com cinco nomeações. Com três indicações, o Boyz II Men é o grupo que mais nomeações obteve. 

## Vencedores e indicados
| Ano                                       | Vencedor(a)                                                           | Indicado(a)(s) | Ref.   |
| ----------------------------------------- | --------------------------------------------------------------------- | --- | ------ |
| 1993                                      | En Vogue — "Free Your Mind"                                           | - Mary J. Blige — "Real Love" - Boyz II Men — "End of the Road" - Prince e The New Power Generation — "7" | [ 1 ]  |
| 1994                                      | Salt-N-Pepa com En Vogue — "Whatta Man"                               | - Brand New Heavies — "Dream on Dreamer" - Toni Braxton — "Breathe Again" - R. Kelly — "Bump n' Grind" | [ 2 ]  |
| 1995                                      | TLC — "Waterfalls"                                                    | - Boyz II Men — "Water Runs Dry" - Michael Jackson e Janet Jackson — "Scream" - Jade — "5-4-3-2 (Yo! Time Is Up)" - Montell Jordan — "This Is How We Do It" | [ 3 ]  |
| 1996                                      | The Fugees — "Killing Me Softly"                                      | - Toni Braxton — "You're Makin' Me High" - Mariah Carey e Boyz II Men — "One Sweet Day" - D'Angelo — "Brown Sugar" | [ 4 ]  |
| 1997                                      | Puff Daddy (com part. de Faith Evans and 112) — "I'll Be Missing You" | - Babyface com Stevie Wonder — "How Come, How Long" - Erykah Badu — "On & On" - Blackstreet (com part. de Dr. Dre) — "No Diggity" - Toni Braxton — "Un-Break My Heart"                                                                                            | [ 5 ]  |
| 1998                                      | Wyclef Jean — "Gone Till November"                                    | - Brandy e Monica — "The Boy Is Mine" - K-Ci & JoJo — "All My Life" - Usher — "You Make Me Wanna..." | [ 6 ]  |
| 1999                                      | Lauryn Hill — "Doo Wop (That Thing)"                                  | - Aaliyah — "Are You That Somebody?" - Brandy — "Have You Ever?" - Whitney Houston (com part. de Faith Evans e Kelly Price) — "Heartbreak Hotel" | [ 7 ]  |
| 2000                                      | Destiny's Child — "Say My Name"                                       | - Toni Braxton — "He Wasn't Man Enough" - D'Angelo — "Untitled (How Does It Feel)" - Brian McKnight — "Back at One" | [ 8 ]  |
| 2001                                      | Destiny's Child — "Survivor"                                          | - 112 — "Peaches & Cream" - Sunshine Anderson — "Heard It All Before" - R. Kelly — "I Wish" - Jill Scott — "Gettin' In the Way" | [ 9 ]  |
| 2002                                      | Mary J. Blige — "No More Drama"                                       | - Aaliyah — "Rock the Boat" - Ashanti — "Foolish" - Alicia Keys — "A Woman's Worth" - Usher — "U Got It Bad" | [ 10 ] |
| 2003                                      | Beyoncé (com part. de Jay-Z) — "Crazy in Love"                        | - Aaliyah — "Miss You" - Ashanti — "Rock wit U (Awww Baby)" - R. Kelly — "Ignition (Remix)" - Nelly (com part. de Kelly Rowland) — "Dilemma" | [ 11 ] |
| 2004                                      | Alicia Keys — "If I Ain't Got You"                                    | - Beyoncé — "Me, Myself and I" - Brandy (com part. de Kanye West) — "Talk About Our Love" - R. Kelly — "Step in the Name of Love (Remix)" - Usher — "Burn" | [ 12 ] |
| 2005                                      | Alicia Keys — "Karma"                                                 | - Mariah Carey — "We Belong Together" - Ciara (com part. de Ludacris) — "Oh" - John Legend — "Ordinary People" - Usher e Alicia Keys — "My Boo" | [ 13 ] |
| 2006                                      | Beyoncé (com part. de Slim Thug e Bun B) — "Check on It"              | - Mary J. Blige — "Be Without You" - Chris Brown — "Yo (Excuse Me Miss)" - Mariah Carey — "Shake It Off" - Jamie Foxx (com part. de Ludacris) — "Unpredictable"                                                                                                   | [ 14 ] |
| Nenhum prêmio concedido entre 2007 e 2018 |                                                                       | |        |
| 2019                                      | Normani (com part. de 6lack) — "Waves"                                | - Childish Gambino — "Feels Like Summer" - H.E.R. (com part. de Bryson Tiller) — "Could've Been" - Alicia Keys — "Raise a Man" - Ella Mai — "Trip" - Anderson .Paak (com part. de Smokey Robinson) — "Make It Better"                                             | [ 15 ] |
| 2020                                      | The Weeknd — "Blinding Lights"                                        | - Chloe x Halle — "Do It" - H.E.R. (com part. de YG) — "Slide" - Alicia Keys — "Underdog" - Khalid (com part. de Summer Walker) — "Eleven" - Lizzo — "Cuz I Love You"                                                                                             | [ 16 ] |
| 2021                                      | Bruno Mars, Anderson .Paak e Silk Sonic – "Leave the Door Open"       | - Beyoncé, Blue Ivy, Saint Jhn e Wizkid – "Brown Skin Girl" - Chris Brown e Young Thug – "Go Crazy" - Giveon – "Heartbreak Anniversary" - H.E.R. (com part. de Chris Brown) – "Come Through" - SZA – "Good Days"                                                  | [ 17 ] |
| 2022                                      | The Weeknd – "Out of Time"                                            | - Alicia Keys – "City of Gods (Part II)" - Chlöe – "Have Mercy" - H.E.R. – "For Anyone" - Normani (com part. de Cardi B) – "Wild Side" - Summer Walker, SZA e Cardi B – "No Love (Extended Version)"                                                              | [ 18 ] |
| 2023                                      | SZA – "Shirt"                                                         | - Alicia Keys (com part. de Lucky Daye) – "Stay" - Chlöe (com part. de Chris Brown) – "How Does It Feel" - Metro Boomin (com part. de The Weeknd, 21 Savage, Diddy) – "Creepin' (Remix)" - Toosii – "Favorite Song" - Yung Bleu & Nicki Minaj – "Love in The Way" | [ 19 ] |
| 2024                                      | SZA – "Snooze"                                                        | - Alicia Keys – "Lifeline" - Victoria Monét -– "On My Mama" - Muni Long – "Made for Me" - Tyla – "Water" - Usher, Summer Walker e 21 Savage – "Good Good" | [ 20 ] |
| 2025                                      |                                                                       | - Chris Brown – "Residuals" - Leon Thomas e Freddie Gibbs – "Mutt (Remix)" - Mariah Carey – "Type Dangerous" - PartyNextDoor – "No Chill" - Summer Walker – "Heart of a Woman" - SZA – "Drive" - The Weeknd e Playboi Carti – "Timeless"                          | [ 21 ] |